# Bambusa riauensis
Bambusa riauensis är en gräsart som beskrevs av Elizabeth A. Widjaja. Bambusa riauensis ingår i släktet Bambusa och familjen gräs.
Artens utbredningsområde är Sumatera. Inga underarter finns listade i Catalogue of Life.